# Alan Wake's American Nightmare
Alan Wake's American Nightmare (укр. Американський кошмар Алана Вейка) — відеогра, шутер від третьої особи та психологічний горрор, розроблений фінською компанією Remedy Entertainment і виданий Microsoft Game Studios у 2012 році. Гра є спін-офом до Alan Wake і її події розгортаються всередині вигаданого телесеріалу «Найт Спрінґз», який з'являється в оригінальній грі. На відміну від Alan Wake, Alan Wake's American Nightmare не має епізодичного формату оповіді та натхненна не стільки творчістю Стівена Кінга та Альфреда Гічкока, скільки містичними серіалами на кшталт «Сутінкової зони».

## Ігровий процес
Як і в Alan Wake, гравець бере на себе роль письменника Алана Вейка, що бореться з допомогою світла та зброї з ворогами і вирішує головоломки. Проте на відміну від неї в Alan Wake's American Nightmare більший акцент зроблено на стрілянині, а події розгортаються на відкритих місцевостях. Алан володіє ліхтариком, світло якого засліплює одержимих злою силою ворогів і розсіює темряву навколо них, роблячи вразливими до зброї, але в такому разі витрачається заряд батарейок. На освітлених ділянках відбувається збереження прогресу, Вейк лікується на них, а вороги не можуть до них наблизитися. Іншими джерелами світла є фальшфейєри, ракетниці, світлошумові гранати й вибухи паливних балонів. В American Nightmare набір зброї розширився, вказівник цілей показує також точки збереження, припаси. Останні, такі як набої та батарейки, беруться зі сховків усі одразу, а не поштучно. Вороги стали різноманітнішими, так, деякі здатні роздвоюватися на світлі, перетворюватися на зграю птахів. Крім того головному героєві загрожують велетенські павуки, полтергейст, який жбурляє у нього предмети.
Місцями гравець знаходить уривки творів Алана Вейка, що дають підказки або пояснюють деталі сюжету. Зібравши певну кількість сторінок рукописів, Вейк може відкрити чемодан з особливо цінними припасами.
В American Nightmare є аркадний режим, у якому Вейк повинен вистояти проти нападів одержимих до настання світанку. Успіхи гравця виражаються в очках, які заносяться до таблиці рекордів.

## Сюжет
Письменник Алан Вейк після боротьби з Темною Сутністю опинився у «Темному місці», де написане ним стає реальністю. Його друг Баррі тим часом спить в мотелі десь у Аризоні. По телевізору показують епізод серіалу «Найт Спрінґз», автором якого є Алан Вейк. Сам Вейк зображений там як головний герой, Поборник Світла.
Алан повинен «переписати» реальність, спричинивши низку подій, щоб здолати свого злого двійника, містера Скретча. Лиходій прагне вбити письменника та зайняти його місце. Вейк тікає від Скретча та опиняється біля містечка в пустелі. Його переслідують одержимі темрявою люди, котрих насилає Скретч, проте Поборник Світла добуває ліхтарик і зброю, користуючись якими дістається до мотелю. Він зустрічає дівчину Емму Слоан, яка спершу сприймає його за Скретча. Вона каже, що злий двійник був там минулої ночі та дає інструкцію як змінити реальність. Алан збирає потрібні предмети та приносить їх до нафтової свердловини, звідки виходять одержимі. Це спричиняє падіння супутника, котрий руйнує свердловину і тим самим припиняє вторгнення одержимих. Але темрява викрадає Емму, тож Алан вирушає на її пошуки.
Поборник Світла прибуває до обсерваторії, що стоїть на горі неподалік від мотелю. Доктор Рейчел Мідовс розповідає про радіосигнал, зафіксований перед падінням супутника. Сигналом цікавиться Скретч, тому Алан вирішує, що повинен дізнатися його аби здолати двійника. На заваді стає темрява, що переконує Вейка в його правоті. Виправивши шкоду від двійника, Поборник Світла отримує роздруковану частину запису сигналу. В пошуках ворога він дістається до кінотеатру під відкритим небом. Там Вейк зустрічає Саріну Вальдівію, але вона виявляється одержимою темрявою. Алан вирушає на електростанцію, вмикає освітлення і цим виганяє темряву з Саріни. Дівчина розповідає мету Скретча — не дати сонцю зійти, після чого дає вказівки зі зміни реальності. Скретч глузує з Вейка та насилає на нього одержимих, після чого Алан прямує до радіорубки. Йому вдається встановити на календарі і годиннику потрібні дати, але щось іде неправильно, Скретч огортає Поборника Світла хмарами темряви і відправляє на кілька годин у минуле.
Алан змушений заново пережити минулі події. Утім, Емма й Рейчел слабо пам'ятають зустріч із ним, тому події відбуваються дещо інакше. Вейк тепер знає що станеться, випереджає злі сили, проте і Скретч готує нові перешкоди. Емму не вдається врятувати, зате стає відома друга частина сигналу. Діставшись до радіорубки вдруге, Вейк та так само зазнає невдачі й опиняється на початку шляху.
Третього разу Вейку вдається врятувати Емму, добути останню частину роздруківки сигналу і змінити реальність, як і задумав відпочатку. Він запускає фільм, де показують дружину Алана, Еліс, світло проектора знищує Скретча.
У фіналі епізоду Алан стоїть на вершині гори і цілує Еліс. Оповідач серіалу каже: «Поборнику Світла вдалося перемогти темряву». Баррі після цього прокидається, йому здається наче Алан поруч. У титрах виявляється, що назва епізоду «Найт Спрінґз» була «Повернення». Твір з такою назвою Алан Вейк сів писати у фіналі оригінальної гри.

## Оцінки й відгуки
| Агрегатор    | Оцінка                     |
| ------------ | -------------------------- |
| GameRankings | (X360) 77.42% (PC) 73.37 % |
| Metacritic   | (X360) 76/100 (PC) 73/100  |

| Видання                      | Оцінка |
| ---------------------------- | ------ |
| 1Up.com                      | B      |
| Eurogamer                    | 7/10   |
| G4                           | 4/5    |
| GameSpot                     | 7/10   |
| GamesRadar+                  | 8/10   |
| GameTrailers                 | 8/10   |
| IGN                          | 8/10   |
| Joystiq                      | [ 18 ] |
| Official Xbox Magazine (США) | 8.5/10 |
| VideoGamer.com               | 8/10   |

Alan Wake's American Nightmare зібрала досить високі оцінки, хоча її сюжет було багато критиковано. На агрегаторі Metacritic гра отримала 76 балів зі 100 для Xbox 360 і 73/100 для ПК. На GameRankings середні оцінки склали 77,42 і 73,37 відсотка відповідно.
У GameSpot було високо оцінено графіку, зокрема освітлення, протистояння Алана зі Скретчем, аркадний режим. Але також було розкритиковано велику кількість боєприпасів, що зменшує відчуття напруги, відсутність пояснень що сталося в оригіналі, та банальні завдання. У вердикті American Nightmare описувалася як така, що лежить на межі між DLC і самостійною грою.
Моріс Тен з сайту Destructoid зазначив: «Хоча American Nightmare призначена бути дружньою до нових гравців, вона більш адаптована для фанатів оригінальної гри. […] Ви можете сповна отримати задоволення без знання всього, що сталося в оригіналі, деталей DLC і розширеного всесвіту книги з обмеженого видання, але однозначно будете винагороджені більше, будучи знайомими з минулими пригодами Алана».
Український сайт Opengamer дав вердикт: «„Гра на вечір“, як то кажуть. Однак плюсів у грі значно більше, тому для шанувальників першої частина ця гра обов'язкова для проходження. Для тих, хто ще не знайомий зі світом Alan Wake краще почати знайомство з першої частини».